# Andrew Gerber

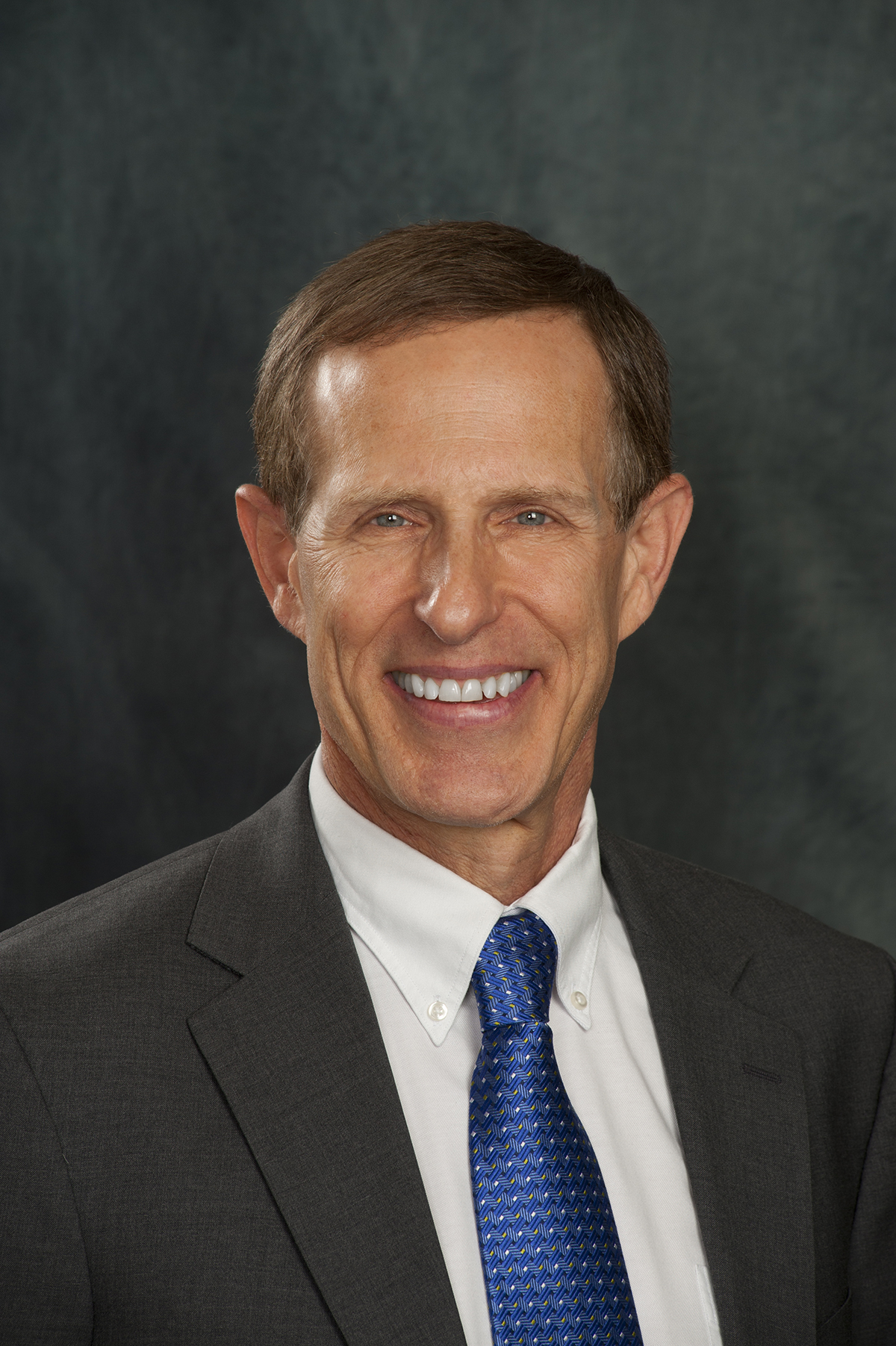
Andrew Gerber

Andrew Gerber (* 16. Januar 1943 in Peoria, Illinois; † 19. August 2002) war ein US-amerikanischer Maler, der in den 1980er und frühen 1990er Jahren eine wichtige Rolle in der Kunstszene von Seattle spielte.

## Leben
Andrew Gerber verbrachte seine Kindheit in der Nähe von Los Angeles. Nachdem er in den 1960er Jahren vier Jahre in der US Navy gedient hatte, machte er 1977 seinen Bachelor of Arts an der California State University, Fullerton. 1981 zog er nach Seattle, Washington, wo er zunächst in der Dekorationsbranche arbeitete. Dort wurde er zu einer prägenden Figur der aufstrebenden Kunstszene im Stadtteil Belltown und engagierte sich im Center on Contemporary Art (COCA).

## Werk
Andrew Gerber ist vor allem für seine Serie Rubble Without a Cause bekannt, eine Sammlung von Zeichnungen und Gemälden, die abgerissene Gebäude zeigen. Diese Arbeiten sind ein kritischer Kommentar zum Abriss billiger Hotels und Apartments in Seattle und reflektieren Themen wie städtischen Verfall und soziale Konflikte. Seine großformatigen Leinwände zeichnen sich durch eine lebendige, fast fotografische Darstellung des dreidimensionalen Raums aus. Trotz der Ernsthaftigkeit seiner Themen war Gerber für seinen trockenen Humor bekannt und setzte beispielsweise eine Fingerpuppe namens Bob ein, um angespannte Situationen aufzulockern.
Obwohl Andrew Gerbers Arbeiten aufgrund ihrer politischen Untertöne kommerziell nur begrenzt erfolgreich waren, wurden sie von führenden Galeristen wie Linda Cannon und Cliff Michel ausgestellt. Seine Werke wurden in bedeutende Sammlungen aufgenommen, darunter die der Seattle Arts Commission und der Microsoft Corporation. Andrew Gerber starb am 19. August 2002 nach langem Kampf gegen ein Lungenleiden.
Andrew Gerbers Werk ist geprägt von einem realistischen Stil, der soziale und politische Themen aufgreift. Seine Darstellungen städtischen Verfalls und seine Kritik an städtebaulichen Veränderungen spiegeln sein Engagement für soziale Gerechtigkeit wider.